# Mont Alvernia
Le mont Alvernia, point culminant des Bahamas, s'élève à 63 mètres d'altitude. Il est situé sur l'île Cat.

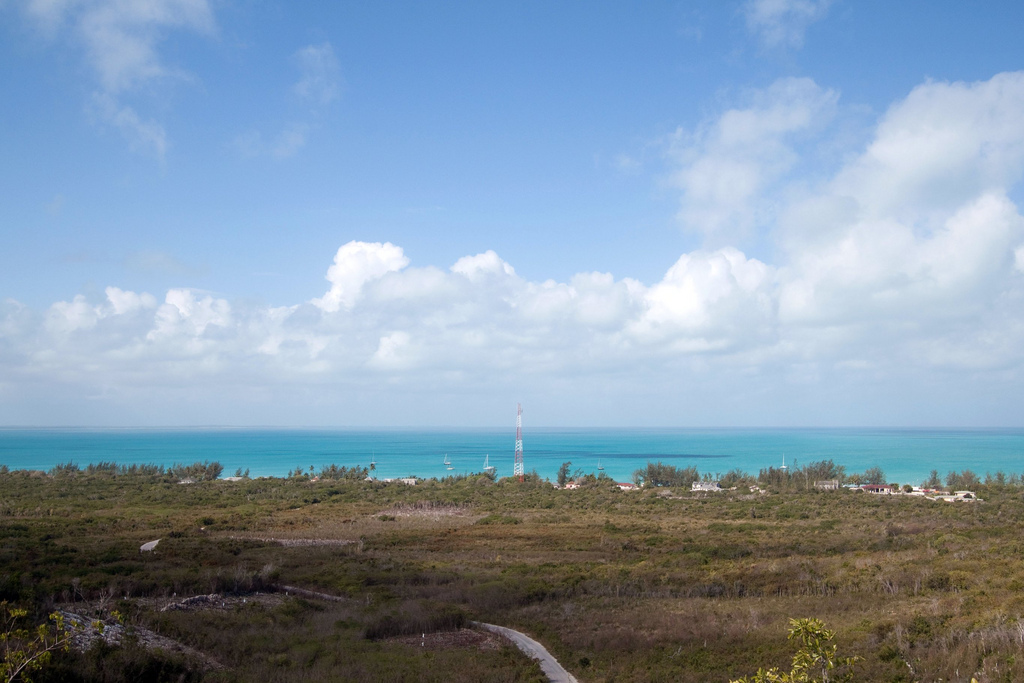
Vue depuis le sommet.